# Lumezzane
Lumezzane est une ville italienne de la province de Brescia dans la région de Lombardie.

## Administration
| Période                                  | Période | Identité         | Étiquette | Qualité |
| ---------------------------------------- | ------- | ---------------- | --------- | ------- |
| 2004                                     | 2009    | Silvano Corli    | PD        | -       |
| 2009                                     | 2014    | Silverio Vivenzi | LN        | -       |
| Les données manquantes sont à compléter. |         |                  |           |         |

### Hameaux
Faidana, Fontana, Gazzolo, Gombaiolo, Mezzaluna, Piatucco, Pieve, Premiano, Renzo, San Sebastiano, Sant'Apollonio, Termine, Valle

### Communes limitrophes
Agnosine, Bione, Caino, Casto, Concesio, Marcheno, Nave, Sarezzo, Villa Carcina